# 존 밀턴 게이버 주니어
존 밀턴 게이버 주니어(John Milton Gaver Jr., 1940년 9월 17일 ~ 2002년 1월 15일)는 미국의 서러브레드종 경주마의 조교사이다. 아버지 존 밀턴 게이버 시니어(John M. Gaver Sr.)의 대를 이어 조교사로 활동하였다.